# Heiko Westermann
Heiko Westermann (Alzenau, 1983. augusztus 14. –) német válogatott labdarúgó, jelenleg az Austria Wien játékosa.

## Sikerei, díjai
Németország
- Európa-bajnokság 2. hely (1): 2008

## Pályafutásának statisztikái
| Klub teljesítmény | Klub teljesítmény | Klub teljesítmény | Bajnokság | Bajnokság | Kupa      | Kupa      | Európai kupa | Európai kupa | Összesen | Összesen |
| Szezon            | Klub              | Bajnokság         | Mérk.     | Gólok     | Mérk.     | Gólok     | Mérk.        | Gólok        | Mérk.    | Gólok    |
| Németország       | Németország       | Németország       | Bajnokság | Bajnokság | DFB-Pokal | DFB-Pokal | Európa       | Európa       | Összesen | Összesen |
| ----------------- | ----------------- | ----------------- | --------- | --------- | --------- | --------- | ------------ | ------------ | -------- | -------- |
| 2002–03           | Greuther Fürth    | Bundesliga II.    | 16        | 0         | 0         | 0         | 0            | 0            | 16       | 0        |
| 2003–04           | Greuther Fürth    | Bundesliga II.    | 34        | 0         | 4         | 2         | 0            | 0            | 38       | 2        |
| 2004–05           | Greuther Fürth    | Bundesliga II.    | 33        | 2         | 2         | 1         | 0            | 0            | 35       | 3        |
| 2005–06           | Arminia Bielefeld | Bundesliga        | 34        | 2         | 5         | 1         | 0            | 0            | 39       | 3        |
| 2006–07           | Arminia Bielefeld | Bundesliga        | 33        | 3         | 1         | 0         | 0            | 0            | 34       | 3        |
| 2007–08           | Schalke 04        | Bundesliga        | 32        | 4         | 3         | 0         | 10           | 0            | 45       | 4        |
| 2008–09           | Schalke 04        | Bundesliga        | 33        | 6         | 4         | 2         | 8            | 1            | 45       | 9        |
| 2009–10           | Schalke 04        | Bundesliga        | 27        | 2         | 4         | 1         | 0            | 0            | 31       | 3        |
| 2010–11           | Hamburger SV      | Bundesliga        | 34        | 2         | 2         | 0         | 0            | 0            | 36       | 2        |
| 2011–12           | Hamburger SV      | Bundesliga        | 33        | 1         | 3         | 1         | 0            | 0            | 36       | 2        |
| 2012–13           | Hamburger SV      | Bundesliga        | 34        | 3         | 1         | 0         | 0            | 0            | 35       | 3        |
| 2013–14           | Hamburger SV      | Bundesliga        | 30        | 3         | 2         | 0         | 0            | 0            | 32       | 3        |
| 2014–15           | Hamburger SV      | Bundesliga        | 27        | 0         | 2         | 1         | 0            | 0            | 29       | 1        |
| Összesen          | Összesen          | Összesen          | 400       | 28        | 33        | 9         | 18           | 1            | 451      | 38       |